# Lijst van afleveringen van Tsubasa Chronicle
Dit is een lijst van afleveringen van de animeserie Tsubasa Chronicle. De serie telt tot nu toe twee televisieseizoenen en twee OVA's.

## Overzicht
| Seizoen | Aantal afleveringen | Uitgezonden                      |  |
| ------- | ------------------- | -------------------------------- |  |
| 1       | 26                  | 9 april 2005 – 15 oktober 2005   |  |
| 2       | 26                  | 29 april 2006 – 4 november 2006  |  |
| OVA     | 3                   | 16 november 2007 – 17 maart 2008 |  |
| OVA     | 2                   | 17 maart 2009 – 15 mei 2009      |  |

## Seizoen 1
| Nr. | Titel                     | Uitzenddatum      |  |
| --- | ------------------------- | ----------------- |  |
| 01 | The Inevitable Encounter  | 9 april 2005      |  |
| Syaoran is een archeoloog die de ruïnes van het Koninkrijk van Claw bestudeert. Zijn beste vriendin is Sakura, maar zij voelt meer dan vriendschap voor Syaoran. Voordat ze het hem kan vertellen raakt ze haar veren kwijt. Syaorans missie is om die veren te verzamelen en hiermee het geheugen van Sakura terug te brengen. |                           |                   |  |
| 02 | The Power to Fight        | 16 april 2005     |  |
| Syaoran, Kurogane en Fay komen bij de dimensieheks. Syaoran wil door werelden kunnen reizen om de veren van Sakura te verzamelen, Kurogane wil terugkeren naar zijn eigen wereld en Fay zijn wens is om door veel werelden te reizen om zijn eigen wereld te ontvluchten. De dimensieheks kan hun wensen inwilligen, maar er staat iets tegenover. Als ze betaald hebben krijgen ze Mokona om naar de volgende wereld te reizen. In de volgende wereld komen ze terecht in een bendeoorlog waar gevochten wordt door middel van 'kudan'. |                           |                   |  |
| 03 | The Exorcising Katana     | 23 april 2005     |  |
| Sorata en Arashi Arisugawa vinden Syaoran, Fay, Kurogane en Sakura (die bewusteloos is) en nemen ze mee naar hun appartement. Hierna gaan ze op zoek naar een veer van Sakura. Kurogane ziet iemand die op prinses Tomoyo lijkt en gaat achter haar aan. Nadat hij haar uit het zicht verloren is net als Syaoran en Fay komt hij de bende tegen en er ontstaat een gevecht. |                           |                   |  |
| 04 | The Unblemished Wandering | 30 april 2005     |  |
| Sakura is bijgekomen en gaat de stad verkennen. De rest weet niet dat ze wakker is geworden. Als een rivaliserende bende Sakura herkent en er voor gaat zorgen dat via Sakura Syaoran zich bij de bende zal voegen. |                           |                   |  |
| 05 | The Battle of Wizards     | 7 mei 2005        |  |
| Masayoshi en Mokona zijn gekidnapt door Primera. Syaoran, Fay en Kurogane moeten een opdracht vervullen, maar kunnen elkaar niet verstaan omdat Mokona er niet bij is. Als ze in het Hanshin Castle zijn kiest Fay er voor om in de plaats van Syaoran te vechten. Zijn kudon geeft hem de mogelijkheid om te vliegen en het gevecht tussen hem en Primera start. |                           |                   |  |
| 06 | Uncried Tears             | 14 mei 2005       |  |
| Syaoran en Shogo hervatten hun gevecht, als Syaoran aan de winnende hand is komen Masayoshi en Primera in moeilijkheden door hun gevechten. Als Masayoshi's kudon hen redt groeit deze. Mokona krijgt door dat in de kudon de veer van Sakura zit. Die kudon begint de stad te verwoesten en is niet meer te stoppen. Syaoran krijgt het voor elkaar om de veer te bemachtigen en de groep reist naar een nieuwe wereld. |                           |                   |  |
| 07 | The Broken Memento        | 21 mei 2005       |  |
| In een nieuwe wereld ontmoet de groep de zoon van de heerser van die wereld en misdadigers. Ook ontmoeten ze een meisje dat ervoor zorgt dat de zoon en zijn misdadigers weggaan. Syaoran ontdekt dat de kracht van de heerser een veer van sakura is. Het meisje, Chu'nyan denkt dat de groep geheim agenten zijn die voor de regering werken. |                           |                   |  |
| 08 | God's Beloved Daughter    | 28 mei 2005       |  |
| Fay en Kurogane willen het kasteel bestormen. Syaoran en Sakura bezoeken de stad. Sakura wordt door de kracht op magische wijze binnen in het kasteel gebracht. Daar vindt ze alle inwoners die verdwenen waren. Ze besluiten nog eenmaal te vechten. |                           |                   |  |
| 09 | Princess of Shadows       | 4 juni 2005       |  |
| Hoewel Syaoran gewond is van zijn vorige gevecht zoekt hij een manier om het kasteel binnen te komen. De heerser van de wereld onthuld zijn troef: Een mysterieuze vrouw die over geheimzinnige krachten beschikt. |                           |                   |  |
| 10 | Mirror of Separation      | 11 juni 2005      |  |
| De inwoners van Koryo bestormen het kasteel en Chu'nyan volgt Sakura. Syaoran bevecht de zoon van de heerser en Fay vecht samen met Kurogane tegen de heks. |                           |                   |  |
| 11 | The Chosen Tomorrow       | 18 juni 2005      |  |
| De inwoners zijn nu onder invloed van de heerser. Syaoran kan de inwoners niet aanvallen omdat hij daarmee Chu'nyan en Sakura, die in een bubbel zitten, raakt. Hij is terughoudend tot hij ontdekt dat in de bubbel niet de echte Chu'nyan en Sakura zitten. |                           |                   |  |
| 12 | A Warm Smile              | 25 juni 2005      |  |
| In deze wereld zijn geen mensen of gebouwen, ze vinden alleen een groot meer. Mokona voelt dat daar een grote kracht is. Syaoran duikt het meer in en Sakura begint zich weer wat te herinneren. Haar verjaardag. Als Mokona vertelt dat hier geen veren zijn, vertrekken ze uit die wereld. |                           |                   |  |
| 13 | Advocate of Illusions     | 2 juli 2005       |  |
| In deze wereld is er een oude legende over een prinses met gouden haar die een veer heeft met magische krachten. Ze vinden onderdak bij een aardige dokter, Kyle. Als iedereen slaapt ziet Sakura de prinses en volgt haar, maar dan valt ze ineens in slaap. Sakura wordt nu verdacht van de verdwijning van de kinderen en Syaoran is bang dat ze niet meer levend terugkomt. |                           |                   |  |
| 14 | Truth in History          | 9 juli 2005       |  |
| Sakura wordt wakker en denkt dat ze de prinses weer ziet. Syaoran en de rest gaan kijken of Mr. Grosum een van de veren van Sakura heeft, Ze doorzoeken zijn huis of ze daar iets van Sakura kunnen vinden totdat ze betrapt worden door Mr. Grosum. |                           |                   |  |
| 15 | A Heart that Believes     | 16 juli 2005      |  |
| Sakura weet uit haar kamer te komen en gaat op onderzoek uit in het kasteel. Daar ziet ze de verdwenen kinderen en haar veer. De anderen zijn bezig om de man die hier verantwoordelijk voor is te vinden. |                           |                   |  |
| 16 | Strength and Kindness     | 23 juli 2005      |  |
| Syaoran, Fay en Kurogane doen mee aan een toernooi waar een onbekende prijs te winnen is. Volgens Mokona is het een magisch iets, wellicht een veer van Sakura. Ze moeten strijden tegen iemand die ook vecht voor iemand waar hij van houdt en die prijs ook goed kan gebruiken. |                           |                   |  |
| 17 | Demon Hunters             | 30 juli 2005      |  |
| De nieuwe wereld waar ze terechtkomen wordt ook vaak bezocht door mensen uit andere werelden. Ze moeten zich registreren en dan mogen ze hun bagage inwisselen voor geld. Fay en Sakura gaan werken in een café en Syaoran en Kurogane worden Demonen jagers. |                           |                   |  |
| 18 | Cats and Dogs             | 20 augustus 2005  |  |
| Syaoran en Kurogane hebben een prooi afgepakt van twee oni jagers. Ze nemen hen mee naar het café. Syaoran en Kurogane ontmoeten Eeri die een adres waar ze meer informatie kunnen krijgen. Kurogane en Fay gaan samen naar dat adres en daar verschijnen talloze oni's die hen gaan aanvallen. |                           |                   |  |
| 19 | Living Resolve            | 27 augustus 2005  |  |
| Fay en Kurogane bevechten de oni, en ze brengen het er levend vanaf. Alhoewel Fays enkel geraakt is. Bij het café verschijnt er ook een sterke oni, Syaoran is met de demonenjagers succesvol in het bevechten er van. Syaoran realiseert zich dat hij niet meer alleen kan rekenen op zijn traptechniek en vraagt Kurogane om hem te leren om met een zwaard te vechten. |                           |                   |  |
| 20 | Afternoon Piano           | 3 september 2005  |  |
| Kurogane begint aan de zwaard training van Syaoran. In het café komt een mysterieuze vrouw piano spelen en ze laat Sakura zingen over zichzelf. Als Syaoran terugkomt slaapt Sakura en staat er buiten een andere mysterieuze vrouw met een eivormig object. |                           |                   |  |
| 21 | The True Face of the Oni  | 10 september 2005 |  |
| Aan het einde van de training moet Syaoran met een blinddoek op naar huis lopen om zijn instincten te trainen. Als Fay en Kurogane met de vrouw hebben gepraat die de nieuwe oni heeft gezien vertelt ze over een oni die in een man veranderd. Deze zou alle oni's in zijn macht hebben. In het café raakt Sakura in trance en loopt naar het centrum van de stad. Ze loopt Syaoran, Ryuuou en een andere oni jager tegen het lijf en de man die de oni's in zijn macht heeft. Syaoran lijkt die man te herkennen uit zijn verleden.    |                           |                   |  |
| 22 | Unerasable Memory         | 17 september 2005 |  |
| De oni jagers proberen deze situatie te stoppen. Kurogane en Syaoran gaan naar het stadhuis over informatie over de nieuwe soort oni's die verschijnt. Daar kunnen ze geen nieuwe informatie geven. In het café duikt de man uit Syaorans verleden op. |                           |                   |  |
| 23 | Vanishing Lives           | 24 september 2005 |  |
| Syaoran en Kurogane haasten zich terug naar het café. Daar is een gevecht begonnen tussen Fay en Seishirou. Door Fays blessure kan hij weinig doen en de oni, gecontroleerd door Seishirou, verslaat Fay dan ook. Als Kurogane en Syaoran terugkeren meldt Mokona dat. Als Seishirou Syaoran steekt rent Sakura naar hem toe als hij begint te verdwijnen. Hiermee verdwijnen ze samen. |                           |                   |  |
| 24 | Sword Duel to the Death   | 1 oktober 2005    |  |
| Het blijkt dat Syaoran, Sakura en Fay niet dood zijn, maar dat Outou een virtuele wereld was. Seishirou is bezig om met de veer er voor te zorgen dat de virtuele wereld realiteit wordt. Seishirou wil de L1 Oni oproepen en dat blijkt de zingende vrouw uit de bar te zijn. |                           |                   |  |
| 25 | Ultimate Game             | 8 oktober 2005    |  |
| Oruhan-san is de sterkste oni in de virtuele wereld Outo. Seishirous plannen zijn nu bekend. Zal Syaoran de veer van Sakura kunnen bemachtigen om haar een deel van haar geheugen terug te krijgen? |                           |                   |  |
| 26 | The Final Wish            | 15 oktober 2005   |  |
| Syaoran, Fay, Kurogane, Sakura en Mokona arriveren in een nieuwe wereld. Syaoran stort in elkaar na hun vorige gevecht als een oudere vrouw hen onderdak geeft. Ze vertelt hen een verhaal over een kasteel. Als ze daar kunnen komen dan mogen ze een wens doen, maar veel hebben het al geprobeerd en zijn overleden. De groep besluit ernaartoe te gaan om te zien of het Sakura's veer kan zijn. Wat zou hun wens zijn als ze er eenmaal zijn?                                                                                       |                           |                   |  |

## Seizoen 2
| Nr. | Titel                          | Uitzenddatum      |  |
| --- | ------------------------------ | ----------------- |  |
| 01 | Dangerous Race                 | 29 april 2006     |  |
| De groep is in de wereld beland die Piffle heet. Na een gesprek met Yuuko, gaan ze meedoen aan de Dragonfly Race. De prijs voor de winnaar is een veer van Sakura. |                                |                   |  |
| 02 | Three badges                   | 6 mei 2006        |  |
| In de laatste race start Sakura op pole position. Syaoran krijgt een ongeluk in de kwalificatierace. De race staat op het punt van beginnen en Sakura moet ervoor zorgen dat ze haar veer wint. |                                |                   |  |
| 03 | Goal of Glory                  | 13 mei 2006       |  |
| Syaoran en Ryuuoh gaan achter de saboteur van de race aan. Ze komen erachter dat een secretaris van Tomoyo erachter zit. Als ze op de plek aankomen is hij net van plan om Sakura's dragonfly neer te schieten. Kunnen ze hem stoppen? |                                |                   |  |
| 04 | Sad Miracle                    | 20 mei 2006       |  |
| In de nieuwe wereld vinden ze een veer, maar die zit op een draak. Het blijkt dat ze deze wereld al bezocht hadden. De mensen die Sakura weer levend had gemaakt met haar wens, zullen verdwijnen na de volgende volle maan. Kurogane en Syaoran bevechten samen met de stedelingen de draak en de veer is voor Sakura. |                                |                   |  |
| 05 | A young man's determination    | 27 mei 2006       |  |
| In een nieuwe wereld landen ze in het midden van de oceaan. Ze worden opgepikt door een schip. De kapitein van het schip doet ze denken aan een slechterik uit een vorige wereld, maar ze besluiten hem te vertrouwen. Als Syaoran naar de machinekamer gaat vindt hij Fujitaka, een jonge versie van zijn dode vader. Dan komt er een storm en worden Fujitaka en Syaoran overboord geblazen. |                                |                   |  |
| 06 | A date with the magician       | 3 juni 2006       |  |
| De groep belandt in een wereld die in duisternis is gehuld. In dit land kan iedereen magie gebruiken. Ze kiezen hun koning door een droom. Als iedereen over dezelfde persoon droomt, wordt die koning. Maar de koning wil zijn verantwoordelijkheid niet nemen en daardoor blijft het donker. Als Fay weigert zijn magie te gebruiken worden ze in de gevangenis gegooid. Kurogane zorgt ervoor dat ze uitbreken, maar soldaten komen om ze te stoppen. Fay en Sakura ontsnappen en Kurogane en Syaoran vechten. Fay en Sakura komen langs de koning. Zou Fay hem kunnen overtuigen? |                                |                   |  |
| 07 | The history of Ahura           | 10 juni 2006      |  |
| Ze landen in een nieuwe wereld, maar het lijkt erop dat Kurogane en Fay ergens anders zijn geland. Syaoran, Sakura en Mokona zijn bij een groep reizende vrouwelijke circusartiesten die Ashura, de godin van oorlog aanbidden. Kurogane en Fay zitten bij aanbidders van de tegenovergestelde god Yasha. |                                |                   |  |
| 08 | The never-ending battle        | 17 juni 2006      |  |
| De beelden van Ashura en Yasha beginnen te gloeien en de hemel lijkt open te scheuren. Mokona transporteert Sakura en Syaoran naar een andere wereld, waar ze Ashura ontmoeten die in oorlog is met Yasha. Ze zien ook Fay en Kurogane meestrijden aan de kant van Yasha, maar ze hebben nu zwarte ogen. Zijn het wel dezelfde Fay en Kurogane? |                                |                   |  |
| 09 | The two memories               | 24 juni 2006      |  |
| Sakura heeft een droom waar het verhaal van Ashura en Yasha verteld wordt. Syaoran zijn oog begint pijn te doen als hij met de meest loyale soldaat van de koning de stad in gaat om Fay en Kurogane te zoeken. Dan blijkt dat Ashura een deal heeft gesloten met de dimensieheks Yuuko. |                                |                   |  |
| 10 | A feeling that transcends time | 1 juli 2006       |  |
| Koning Ashura vertelt dat Yasha al een tijdje overleden is en dat zijn verschijning een verschijnsel was van Sakura's veer. Sakura en Ashura zitten in het kasteel als ze maar één wens heeft: Yasha tot leven wekken. Dat is onmogelijk en het kasteel begint in te storten. |                                |                   |  |
| 11 | Doodler Mokona                 | 8 juli 2006       |  |
| In een nieuwe wereld zien ze eruit als kinderen, behalve Mokona die is nergens te vinden. Ze gaan hem dan ook zoeken, maar het blijkt dat die in een kamer zit van een tekenaar. Het blijkt dat de veer hen in een tekening heeft geplaatst, Mokona moet nu een verhaal tekenen dat ze eruit zal krijgen. Zal het Mokona lukken? |                                |                   |  |
| 12 | Hazardous road                 | 15 juli 2006      |  |
| In een nieuwe wereld komen ze terecht in een woestijn. Als Mokona de veer uit de vorige wereld laat zien wordt die meegenomen door een vrachtwagen. Syaoran en de anderen stappen in een bus om de vrachtwagen in te halen en daar zien ze een bekend gezicht. |                                |                   |  |
| 13 | The parting of the beginning   | 22 juli 2006      |  |
| Syaoran en Kurogane besluiten om de motorgroep aan te vallen om zo een motor te bemachtigen, zo kunnen ze de vrachtwagen inhalen. Teruggekeerd in de bus besluiten de passagiers om ze te helpen. Ze kunnen de vrachtwagen inhalen, maar het wordt er niet makkelijker op, ook niet als de motorgroep terugkeert om wraak te nemen op Syaoran. |                                |                   |  |
| 14 | Black steel                    | 29 juli 2006      |  |
| Syaoran ziet een boek liggen, Het boek van de Herinneringen. Kurogane opent het en ziet dat er niets in staat. Hij geeft het aan Syaoran en ziet ineens een jonge versie van Kurogane. Zou dit het verleden van Kurogane zijn? |                                |                   |  |
| 15 | The secret of the library      | 5 augustus 2006   |  |
| Het blijkt dat het boek een kopie was en dat in de echte versie de veer van Sakura zit. Mokona besluit ze te teleporteren naar een andere wereld en ze zijn terug in de wereld van Clow. |                                |                   |  |
| 16 | Far over the nostalgia         | 26 augustus 2006  |  |
| In de wereld van Clow zien ze geen mensen rondlopen. Fay neemt an dat het de herinnering van Sakura is. Er zijn alleen dingen die ze nog weet. Syaoran gaat kijken op de plek waar ze voor het laatst waren in deze wereld: de ruïnes. |                                |                   |  |
| 17 | The fifth vow                  | 2 september 2006  |  |
| Kurogane wil meer weten over het verleden van Syaoran en zet een val op met behulp van het boek. Maar het gaat fout en Syaoran zit nu gevangen in het verleden van Kurogane totdat hij alles heeft gezien. |                                |                   |  |
| 18 | Kero-chan en Mokona            | 9 september 2006  |  |
| De volgende wereld lijkt onbewoonbaar. Tijdens het kamperen weet Mokona niet bij wie die moet slapen. Daarom gaat hij praten met Yuuko. Als Syaoran, Sakura, Fay en Kurogane wakker worden merken dat ze kleiner zijn geworden dan Mokona. Cerberus vindt Mokona en legt uit dat alle mensen zijn gekrompen. |                                |                   |  |
| 19 | The second hardship            | 16 september 2006 |  |
| De volgende wereld is die van Chun Hyang. Als ze de stad bezoeken, merken ze dat die is aangevallen door demonen van Kishimi. De stedelingen ontlopen Chun Hyang omdat die denkt dat Kishimi er niet achter zit. Kan Sakura en de anderen Chun Hyang helpen om uit te zoeken wie er wel achter zit. |                                |                   |  |
| 20 | The key of the secret arts     | 23 september 2006 |  |
| Kishimu heeft Syaoran en Kurogane naar haar wereld gehaald en daar komen ze erachter dat Ryanbans zoon achter de aanvallen zit. Hij doet dit door een veern van Sakura. Kunnen Kurogane en Syaoran samen met Chun Hyang hem stoppen? |                                |                   |  |
| 21 | Working Sakura                 | 30 september 2006 |  |
| In de volgende wereld vinden ze de veer die te koop staat in een winkel. Ze besluiten om een baan te vinden om zo geld te verdienen. |                                |                   |  |
| 22 | King of feathers Chaos         | 7 oktober 2006    |  |
| In deze wereld heeft de koning de veer van Sakura. Chaos gaat akkoord om Sakura de veren te geven als ze verhalen vertelt over hun reizen. Iedereen vertelt hem een deel van hun reis en aan het eind geeft hij een veer. |                                |                   |  |
| 23 | Distorted wish                 | 14 oktober 2006   |  |
| Chaos vertelt aan Syaoran waar hij de veren heeft gevonden. Syaoran besluit naar die plek te gaan om ze te vinden. Fay en Kurogane gaan met hem mee. Sakura en Mokona blijven op het paleis bij Chaos. Als de plek een val blijkt te zijn is het de vraag wat hij met Sakura van plan is. |                                |                   |  |
| 24 | Determined comrades            | 21 oktober 2006   |  |
| Chaos toont zijn ware aard: Hij wil met Sakura reizen om haar veren te vinden in plaats van Syaoran en de rest van de groep. Hij laat zien hoeveel kracht hij heeft en verslaat Syaoran. Maar hij staat weer op. Kan Syaoran dit plan stoppen. |                                |                   |  |
| 25 | A frozen spirit                | 28 oktober 2006   |  |
| Chaos heeft Syaoran uitgedaagd voor een gevecht. De winnaar wordt de reispartner van Sakura. Syaorans zwaard is gebroken tijdens het vorige gevecht en Kurogane geeft hem les om zijn zwaard te controleren. |                                |                   |  |
| 26 | Wings for tomorrow             | 4 november 2006   |  |
| Als Sakura in kristal wordt gegoten laat Chaos zijn echte vorm zien. Een grote vogels met miljoenen veren die op die van Sakura lijken. Syaoran moet hem in deze vorm verslaan. Sakura komt erachter wie Chaos echt is en waarom hij zo graag met haar wil reizen. |                                |                   |  |

## Tsubasa Tokyo Revelations
| Nr. | Titel                          | Uitzenddatum     |  |
| --- | ------------------------------ | ---------------- |  |
| 01 | The Magician's Message         | 16 november 2007 |  |
| De groep arriveert in Tokyo. Ze schuilen voor de regen in een hoog gebouw en daar komen ze de groep van Kumui tegen. Die denken dat ze het water gaan stelen en Kurogane neemt het gevecht van Syaoran over. Als blijkt dat ze niet achter het water aanzitten, wordt Syaoran opgelapt. Kurogane heeft een gesprek met Fay over Fays verleden. Later komen ze de rivaliserende groep van Fuma tegen. |                                |                  |  |
| 02 | The Boy's Right Eye            | 17 februari 2008 |  |
| De opgestaande Syaoran reist naar zijn kloon. Het rechteroog van de kloon is niet meer verzegeld en Fay probeert het te verhelpen, maar faalt. Zijn linkeroog is genomen door de kloon en een gevecht breekt uit tussen Syaoran en de kloon. In de tussentijd verschijnt de vampiertweeling ter tonele. |                                |                  |  |
| 03 | The Dream Hime-gimi Envisioned | 17 maart 2008    |  |
| De kloon is weg, net als het water dat er in het gebouw was opgeslagen. Fay gaat bijna dood aan de gevolgen van het verliezen van zijn oog. Subara wenst dat het water terugkomt en Kurogane wenst dat Fay blijft leven. Fay krijgt vampierbloed en blijft zo in leven. Sakura zoekt een schat ergens in Tokyo wat de prijs van het water is. Als Yuko vertelt dat Fei Wang Reed de veroorzaker van dit alles is moet de groep besluiten of ze nog wel door willen gaan met het reizen door de verschillende werelden. |                                |                  |  |

## Tsubasa Shunraiki
| Nr. | Titel           | Uitzenddatum  |  |
| --- | --------------- | ------------- |  |
| 01 | The Former Part | 17 maart 2009 |  |
| De aflevering begint met Kurogane die koning Ashura vermoord, wat ervoor zorgt dat de magie van Fay niet meer onder controle te krijgen is. Hierna komen ze in Nihonland, het thuisland van Kurogane. Hij krijgt daar een robotarm waarvoor Fay en Tomoyo de prijs hebben betaald aan de dimensieheks. Als jager Seishiro verschijnt valt Syaoran hem aan om Sakura's veer te verkrijgen die hij had meegenomen. Syaoran en de veer worden naar een droomwereld gebracht waar hij Sakura en Watanuki ziet. Als ook de kloon van Syaoran verschijnt maken ze zich op voor een gevecht. |                 |               |  |
| 02 | The Latter Part | 15 mei 2009   |  |
| Als het gevecht tussen de Syaorans begint wordt Watanuki weggetransporteerd. De kloon is aan de winnende hand en weet Syaoran tijdelijk uit te schakelen. Sakura wil Syaoran beschermen. Als de kloon daarna Sakura wil vermoorden lukt hem dat niet. Wel heeft hij de veer te pakken. Als ze dan teruggekeerd zijn in Nihonland, vechten de Syaorans verder. Ze zijn bereid om elkaar te doden totdat Sakura tussen beiden komt en wordt geraakt door de zwaarden. In haar laatste momenten vertelt ze dat ze ook een kloon is en dat de echte Sakura op Syaoran wacht. Dr. Kyle verschijnt en neemt het zielloze lichaam van Sakura naar Clow Reed. De groep besluit achter de Sakura's aan te gaan en vertrekken naar Clow Country. |                 |               |  |